# 1537 Трансильванія
1537 Трансильванія (1537 Transylvania) — астероїд головного поясу, відкритий 27 серпня 1940 року.
Тіссеранів параметр щодо Юпітера — 3,163.